# Andreï Boltnev
Andreï Nikolaïevitch Boltnev (en russe : Андре́й Никола́евич Бо́лтнев), né le 5 janvier 1946 à Oufa et mort le 12 mai 1995 à Moscou.

## Biographie
Andreï Boltnev est né à Oufa. Son enfance et scolarité se sont déroulées à Touapsé. Quand il avait cinq ans, son père est décédé, et sa mère s'est mariée avec un capitaine de navire, Nikolaï Boltnev, qui a adopté le garçon. Andreï rate le concours d'entrée de l'Institut de médecine de Krasnodar. Il a fait ses études à l'école d'art dramatique d'Iaroslavl de 1970 à 1972 et travaille par la suite dans les théâtres d'Oussouriisk, Maïkop, Novossibirsk. Il s'installe à Novossibirsk, la ville natale de son épouse Natalia Mazets. Son début cinématographique a lieu dans le film de Semion Aranovitch Bombardiers-torpilleurs en 1983. Entretemps, il est diplômé de l'Institut national des arts de Tachkent.
L'acteur acquiert une célébrité nationale en jouant un criminel nazi en fuite, Krotov, dans la série Confrontation de Semion Aranovitch d'après la nouvelle éponyme de Julian Semenov.
Le film Mon ami Ivan Lapchine tourné en 1984 qui sort un peu plus tard confirme sa notoriété.
En 1985, Boltnev est invité dans la troupe du Théâtre Maïakovski à Moscou. Sans le permis obligatoire de résidence, la fameuse propiska, il se retrouve dans l'impossibilité d'emmener sa famille avec lui à la capitale où il habite une chambre dans un appartement communautaire. Jusqu'à sa mort il fera la navette entre Moscou et Novossibirsk. L'acteur meurt d'un accident vasculaire cérébral dans son sommeil. Ses amis, réussissent à faire les démarches administratives pour qu'il soit inhumé à Moscou. Il repose au cimetière Vostriakovo.

## Filmographie partielle
- 1983 : Les Torpilleurs (Торпедоносцы) de Semion Aranovitch : ingénieur Gavrilov
- 1984 : Mon ami Ivan Lapchine (Мой друг Иван Лапшин) d'Alekseï Guerman : Lapchine
- 1985 : Confrontation (Противостояние) de Semion Aranovitch : Nikolaï Krotov, ancien collaborateur des nazi
- 1988 : La Vie de Klim Samguine (Жизнь Клима Самгина) de Viktor Titov : Popov, colonel de gendarmerie (série télévisée en quatorze parties)
- 1991 : Un dieu rebelle (Трудно быть богом) de Peter Fleischmann : Budach
- 1991 : Moï loutchchi droug gueneral Vassili, syne Iossifa (Мой лучший друг — генерал Василий, сын Иосифа) de Victor Sadovski (ru) : colonel Astafiev
- 1992 : Le Carré noir (Чёрный квадрат, Chyorny kvadrat) de Youri Moroz : Ponomarev